# Disphragis perplexa
Disphragis perplexa är en fjärilsart som beskrevs av William Schaus 1911. Disphragis perplexa ingår i släktet Disphragis och familjen tandspinnare. Inga underarter finns listade i Catalogue of Life.